# Audi Q2
Audi Q2 är en SUV från biltillverkaren Audi som släpptes på den svenska marknaden 2016. I jämförelse med Audis övriga modellprogram är Q2 i storleken mellan A1 och A3, Q3.